# Arsen Mekokiszwili
Arsen Spiridonowicz Mekokiszwili (gruz. არსენ მეკოკიშვილი; ros. Арсен Спиридонович Мекокишвили; ur. 12 kwietnia 1912 w Giorgicmindzie, zm. 9 marca 1972 w Moskwie) – radziecki zapaśnik walczący w stylu wolnym, sambista. Złoty medalista olimpijski z Helsinek 1952, w kategorii plus 87 kg.
Mistrz świata w 1954 roku.
Mistrz ZSRR w 1945, 1946, 1948–1953 i 1956; drugi w 1947. Drugi w stylu klasycznym w 1947; trzeci w 1945, 1946 i 1948. Mistrz ZSRR w sambo (1940, 1947–1952). Skończył karierę sportową w 1956 roku. Pisarz. Zmarł w wyniku ran odniesionych w wypadku samochodowym.